# Ronda Alta
Ronda Alta là một đô thị thuộc bang Rio Grande do Sul, Brasil. Đô thị này có diện tích 426,337 km², dân số năm 2007 là 9654 người, mật độ 22,64 người/km².